# 6 Heures de Shanghai 2012
Navigation
Édition suivante

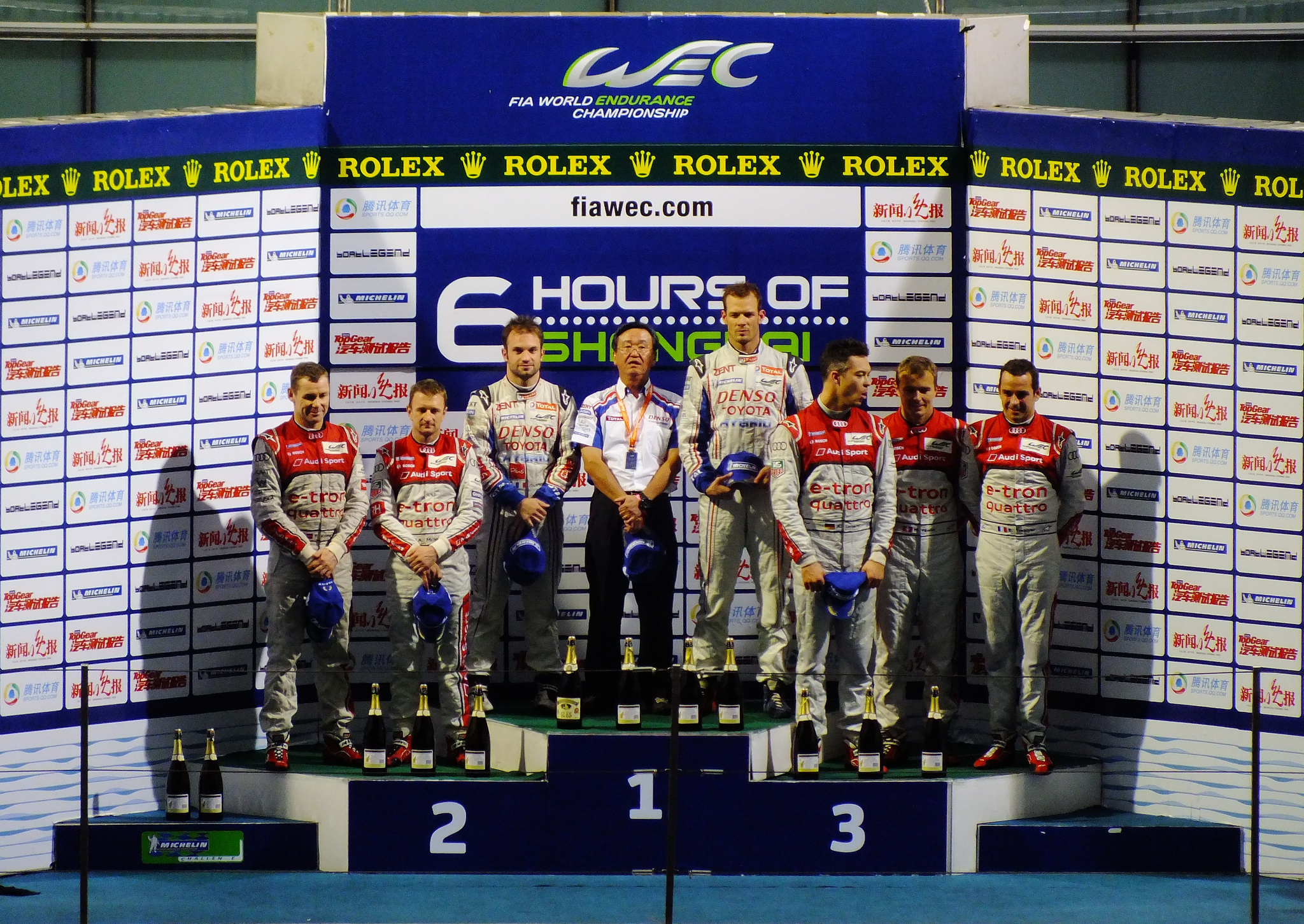
Le podium LMP1.

Les 6 Heures de Shanghai sont courus pour la première fois en 2012 sur le circuit international de Shanghai. La course se dispute le 27 octobre 2012 et compte pour le Championnat du monde d'endurance FIA 2012. Elle est remportée par la Toyota TS030 Hybrid du Toyota Racing pilotée par Alexander Wurz et Nicolas Lapierre, qui s'était élancée en tête.

## Circuit

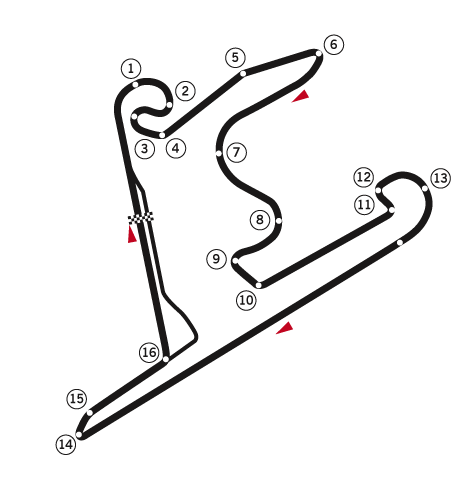
Le Circuit international de Shanghai, cadre des 6 Heures de Shanghai 2012.

Les 6 Heures de Shanghai se déroulent sur le Circuit international de Shanghai situé en Chine. Il est composé d'une longue ligne droite ainsi que de 16 virages, dont certains ayant une forme originale comme le premier du circuit, qui se referme sur lui-même et prenant la forme d'un escargot. Ce circuit comprend également une importante capacité d'accueil des spectateurs : 200 000 personnes peuvent ainsi assister à une course. Cette piste est célèbre car elle accueille la Formule 1.

## Qualifications
Voici le classement officiel au terme des qualifications. Les premiers de chaque catégorie sont signalés par un fond jauni.
| Pos | Catégorie | Équipe                        | Pilote               | Temps          | Grille |
| --- | --------- | ----------------------------- | -------------------- | -------------- | ------ |
| 1   | LMP1      | n° 7 Toyota Racing            | Alexander Wurz       | 1 min 48 s 273 | 1      |
| 2   | LMP1      | n° 2 Audi Sport Team Joest    | Allan McNish         | 1 min 48 s 373 | 2      |
| 3   | LMP1      | n° 1 Audi Sport Team Joest    | André Lotterer       | 1 min 48 s 597 | 3      |
| 4   | LMP1      | n° 22 JRM                     | Karun Chandhok       | 1 min 51 s 003 | 4      |
| 5   | LMP1      | n° 12 Rebellion Racing        | Neel Jani            | 1 min 51 s 019 | 5      |
| 6   | LMP1      | n° 21 Strakka Racing          | Danny Watts          | 1 min 51 s 037 | 6      |
| 7   | LMP1      | n° 13 Rebellion Racing        | Andrea Belicchi      | 1 min 51 s 394 | 7      |
| 8   | LMP1      | n° 15 OAK Racing              | Bertrand Baguette    | 1 min 52 s 172 | 8      |
| 9   | LMP2      | n° 32 Lotus                   | James Rossiter       | 1 min 54 s 132 | 9      |
| 10  | LMP2      | n° 25 ADR (en)-Delta          | John Martin          | 1 min 54 s 301 | 10     |
| 11  | LMP2      | n° 44 Starworks Motorsport    | Stéphane Sarrazin    | 1 min 54 s 350 | 11     |
| 12  | LMP2      | n° 24 OAK Racing              | Olivier Pla          | 1 min 54 s 475 | 12     |
| 13  | LMP2      | n° 49 Pecom Racing            | Pierre Kaffer        | 1 min 55 s 151 | 13     |
| 14  | LMP2      | n° 31 Lotus                   | Thomas Holzer        | 1 min 55 s 195 | 14     |
| 15  | LMP2      | n° 23 Signatech-Nissan        | Franck Mailleux      | 1 min 55 s 687 | 15     |
| 16  | LMP2      | n° 41 Greaves Motorsport      | Elton Julian         | 1 min 56 s 531 | 16     |
| 17  | LMP2      | n° 26 Signatech-Nissan        | Pierre Ragues        | 1 min 56 s 682 | 17     |
| 18  | LMP2      | n° 29 Gulf Racing Middle East | Fabien Giroix        | 1 min 57 s 370 | 18     |
| 19  | LMGTE Pro | n° 97 Aston Martin Racing     | Darren Turner        | 2 min 03 s 721 | 19     |
| 20  | LMGTE Pro | n° 77 Team Felbermayr-Proton  | Richard Lietz        | 2 min 04 s 471 | 20     |
| 21  | LMGTE Pro | n° 51 AF Corse                | Giancarlo Fisichella | 2 min 05 s 387 | 21     |
| 22  | LMGTE Am  | n° 88 Team Felbermayr-Proton  | Paolo Ruberti        | 2 min 05 s 584 | 22     |
| 23  | LMGTE Am  | n° 61 AF Corse-Waltrip        | Marco Cioci          | 2 min 05 s 836 | 23     |
| 24  | LMGTE Pro | n° 71 AF Corse                | Olivier Beretta      | 2 min 06 s 367 | 24     |
| 25  | LMGTE Am  | n° 50 Larbre Compétition      | Julien Canal         | 2 min 06 s 910 | 25     |
| 26  | LMGTE Am  | n° 55 JWA-Avila               | Joël Camathias       | 2 min 08 s 848 | 26     |
| 27  | LMGTE Am  | n° 70 Larbre Compétition      | Pascal Gibon         | 2 min 09 s 155 | 27     |
| 28  | LMGTE Am  | n° 57 Krohn Racing            | Tracy Krohn          | 2 min 09 s 641 | 28     |

## Résultats
Voici le classement officiel au terme de la course.
- Les vainqueurs de chaque catégorie sont signalés par un fond jauni.
- Pour la colonne Pneus, il faut passer le curseur au-dessus du modèle pour connaître le manufacturier de pneumatiques.

| Pos | Cat       | n° | Equipe                  | Pilotes                                              | Châssis                                 | Pneus | Tours |
| Pos | Cat       | n° | Equipe                  | Pilotes                                              | Moteur                                  | Pneus | Tours |
| --- | --------- | -- | ----------------------- | ---------------------------------------------------- | --------------------------------------- | ----- | ----- |
| 1   | LMP1      | 7  | Toyota Racing           | Alexander Wurz Nicolas Lapierre                      | Toyota TS030 Hybrid                     | M     | 191   |
| 1   | LMP1      | 7  | Toyota Racing           | Alexander Wurz Nicolas Lapierre                      | Toyota 3.4L V8 (Hybride)                | M     | 191   |
| 2   | LMP1      | 2  | Audi Sport Team Joest   | Allan McNish Tom Kristensen                          | Audi R18 e-tron quattro                 | M     | 191   |
| 2   | LMP1      | 2  | Audi Sport Team Joest   | Allan McNish Tom Kristensen                          | Audi TDI 3.7L Turbo V6 (Hybride Diesel) | M     | 191   |
| 3   | LMP1      | 1  | Audi Sport Team Joest   | Benoît Tréluyer Marcel Fässler André Lotterer        | Audi R18 e-tron quattro                 | M     | 191   |
| 3   | LMP1      | 1  | Audi Sport Team Joest   | Benoît Tréluyer Marcel Fässler André Lotterer        | Audi TDI 3.7L Turbo V6 (Hybride Diesel) | M     | 191   |
| 4   | LMP1      | 13 | Rebellion Racing        | Harold Primat Andrea Belicchi Congfu Cheng           | Lola B12/60                             | M     | 185   |
| 4   | LMP1      | 13 | Rebellion Racing        | Harold Primat Andrea Belicchi Congfu Cheng           | Toyota RV8KLM 3.4L V8                   | M     | 185   |
| 5   | LMP1      | 22 | JRM Racing              | Peter Dumbreck Karun Chandhok David Brabham          | HPD ARX-03a                             | M     | 185   |
| 5   | LMP1      | 22 | JRM Racing              | Peter Dumbreck Karun Chandhok David Brabham          | Honda LM-AR6 3.4L V8                    | M     | 185   |
| 6   | LMP1      | 21 | Strakka Racing          | Jonny Kane Danny Watts Nick Leventis                 | HPD ARX-03a                             | M     | 182   |
| 6   | LMP1      | 21 | Strakka Racing          | Jonny Kane Danny Watts Nick Leventis                 | Honda LM-AR6 3.4L V8                    | M     | 182   |
| 7   | LMP2      | 25 | ADR (en)-Delta          | Tor Graves John Martin Mathias Beche                 | Oreca 03                                | D     | 180   |
| 7   | LMP2      | 25 | ADR (en)-Delta          | Tor Graves John Martin Mathias Beche                 | Nissan VK45DE 4.5L V8                   | D     | 180   |
| 8   | LMP2      | 44 | Starworks Motorsport    | Stéphane Sarrazin Ryan Dalziel Enzo Potolicchio      | HPD ARX-03b                             | D     | 180   |
| 8   | LMP2      | 44 | Starworks Motorsport    | Stéphane Sarrazin Ryan Dalziel Enzo Potolicchio      | Honda HR28TT 2.8L Turbo V6              | D     | 180   |
| 9   | LMP2      | 24 | OAK Racing              | Olivier Pla Matthieu Lahaye Jacques Nicolet          | Morgan LMP2                             | D     | 179   |
| 9   | LMP2      | 24 | OAK Racing              | Olivier Pla Matthieu Lahaye Jacques Nicolet          | Nissan VK45DE 4.5L V8                   | D     | 179   |
| 10  | LMP2      | 49 | Pecom Racing            | Pierre Kaffer Nicolas Minassian Luís Pérez Companc   | Oreca 03                                | D     | 179   |
| 10  | LMP2      | 49 | Pecom Racing            | Pierre Kaffer Nicolas Minassian Luís Pérez Companc   | Nissan VK45DE 4.5L V8                   | D     | 179   |
| 11  | LMP2      | 23 | Signatech-Nissan        | Jordan Tresson Olivier Lombard Franck Mailleux       | Oreca 03                                | D     | 178   |
| 11  | LMP2      | 23 | Signatech-Nissan        | Jordan Tresson Olivier Lombard Franck Mailleux       | Nissan VK45DE 4.5L V8                   | D     | 178   |
| 12  | LMP2      | 31 | Lotus LMP2              | Mirco Schultis Thomas Holzer (en)                    | Lola B12/80                             | D     | 177   |
| 12  | LMP2      | 31 | Lotus LMP2              | Mirco Schultis Thomas Holzer (en)                    | Lotus 3.6L V8                           | D     | 177   |
| 13  | LMP2      | 26 | Signatech-Nissan        | Pierre Ragues Roman Rusinov Nelson Panciatici        | Oreca 03                                | D     | 177   |
| 13  | LMP2      | 26 | Signatech-Nissan        | Pierre Ragues Roman Rusinov Nelson Panciatici        | Nissan VK45DE 4.5L V8                   | D     | 177   |
| 14  | LMP1      | 15 | OAK Racing              | Dominik Kraihamer Bertrand Baguette Takuma Satō      | OAK Pescarolo 01                        | D     | 174   |
| 14  | LMP1      | 15 | OAK Racing              | Dominik Kraihamer Bertrand Baguette Takuma Satō      | Honda LM-V8 3.4L V8                     | D     | 174   |
| 15  | LMP2      | 41 | Greaves Motorsport      | Elton Julian Ricardo González Christian Zugel        | Zytek Z11SN                             | D     | 171   |
| 15  | LMP2      | 41 | Greaves Motorsport      | Elton Julian Ricardo González Christian Zugel        | Nissan VK45DE 4.5L V8                   | D     | 171   |
| 16  | LMGTE Pro | 97 | Aston Martin Racing     | Darren Turner Stefan Mücke                           | Aston Martin Vantage GTE                | M     | 169   |
| 16  | LMGTE Pro | 97 | Aston Martin Racing     | Darren Turner Stefan Mücke                           | Aston Martin 4.5L V8                    | M     | 169   |
| 17  | LMGTE Pro | 77 | Team Felbermayr-Proton  | Richard Lietz Marc Lieb                              | Porsche 911 GT3 RSR (997)               | M     | 169   |
| 17  | LMGTE Pro | 77 | Team Felbermayr-Proton  | Richard Lietz Marc Lieb                              | Porsche 4.0L Flat-6                     | M     | 169   |
| 18  | LMGTE Pro | 71 | AF Corse                | Olivier Beretta Andrea Bertolini                     | Ferrari 458 Italia GT2                  | M     | 168   |
| 18  | LMGTE Pro | 71 | AF Corse                | Olivier Beretta Andrea Bertolini                     | Ferrari F142 4.5L V8                    | M     | 168   |
| 19  | LMGTE Am  | 50 | Larbre Compétition      | Patrick Bornhauser Julien Canal Pedro Lamy           | Chevrolet Corvette C6.R                 | M     | 166   |
| 19  | LMGTE Am  | 50 | Larbre Compétition      | Patrick Bornhauser Julien Canal Pedro Lamy           | GM LS1 5.5L V8                          | M     | 166   |
| 20  | LMGTE Am  | 88 | Team Felbermayr-Proton  | Christian Ried Gianluca Roda Paolo Ruberti           | Porsche 911 GT3 RSR (997)               | M     | 165   |
| 20  | LMGTE Am  | 88 | Team Felbermayr-Proton  | Christian Ried Gianluca Roda Paolo Ruberti           | Porsche 4.0L Flat-6                     | M     | 165   |
| 21  | LMGTE Am  | 57 | Krohn Racing            | Tracy Krohn Niclas Jönsson Michele Rugolo            | Ferrari 458 Italia GT2                  | M     | 164   |
| 21  | LMGTE Am  | 57 | Krohn Racing            | Tracy Krohn Niclas Jönsson Michele Rugolo            | Ferrari F142 4.5L V8                    | M     | 164   |
| 22  | LMGTE Am  | 61 | AF Corse-Waltrip        | Robert Kauffman Marco Cioci Rui Águas                | Ferrari 458 Italia GT2                  | M     | 164   |
| 22  | LMGTE Am  | 61 | AF Corse-Waltrip        | Robert Kauffman Marco Cioci Rui Águas                | Ferrari F142 4.5L V8                    | M     | 164   |
| 23  | LMGTE Am  | 70 | Larbre Compétition      | Jean-Philippe Belloc Christophe Bourret Pascal Gibon | Chevrolet Corvette C6.R                 | M     | 163   |
| 23  | LMGTE Am  | 70 | Larbre Compétition      | Jean-Philippe Belloc Christophe Bourret Pascal Gibon | GM LS1 5.5L V8                          | M     | 163   |
| 24  | LMGTE Am  | 55 | JWA-Avila               | Joël Camathias Matt Bell Paul Daniels                | Porsche 911 GT3 RSR (997)               | P     | 152   |
| 24  | LMGTE Am  | 55 | JWA-Avila               | Joël Camathias Matt Bell Paul Daniels                | Porsche 4.0L Flat-6                     | P     | 152   |
| Abd | LMP1      | 12 | Rebellion Racing        | Nicolas Prost Neel Jani                              | Lola B12/60                             | M     | 180   |
| Abd | LMP1      | 12 | Rebellion Racing        | Nicolas Prost Neel Jani                              | Toyota RV8KLM 3.4L V8                   | M     | 180   |
| Abd | LMGTE Pro | 51 | AF Corse                | Gianmaria Bruni Giancarlo Fisichella                 | Ferrari 458 Italia GT2                  | M     | 144   |
| Abd | LMGTE Pro | 51 | AF Corse                | Gianmaria Bruni Giancarlo Fisichella                 | Ferrari F142 4.5L V8                    | M     | 144   |
| Abd | LMP2      | 29 | Gulf Racing Middle East | Jean-Denis Delétraz Keiko Ihara Fabien Giroix        | Lola B12/80                             | D     | 93    |
| Abd | LMP2      | 29 | Gulf Racing Middle East | Jean-Denis Delétraz Keiko Ihara Fabien Giroix        | Nissan VK45DE 4.5L V8                   | D     | 93    |
| Abd | LMP2      | 32 | Lotus LMP2              | Kevin Weeda (de) James Rossiter Jan Charouz          | Lola B12/80                             | D     | 78    |
| Abd | LMP2      | 32 | Lotus LMP2              | Kevin Weeda (de) James Rossiter Jan Charouz          | Lotus 3.6L V8                           | D     | 78    |